# Fahrt ins Abenteuer
Fahrt ins Abenteuer è un film del 1943 diretto da Jürgen von Alten.

## Produzione
Il film fu prodotto dalla Berlin-Film.

## Distribuzione
In Germania, distribuito dalla Deutsche Filmvertriebs (DFV), fu presentato al Tivoli Pankow di Berlino l'8 aprile 1943.
È conosciuto anche con il titolo internazionale inglese Trip Into Adventure.